# هالي إيشيماتسو
هالي إيشيماتسو (من مواليد 10 سبتمبر 1992 في بيلفلور ، كاليفورنيا) غطاسة أمريكية. شاركت في تجارب الولايات المتحدة للألعاب الأولمبية الصيفية 2008 مع هالي. في بطولة كايزر بيرماننت الوطنية للغوص لعام 2008، حققت إيشيماتسو الكبرى المركز الرابع في نهائيي القفز المتزامن والقفز المتزامن من ارتفاع متر واحد. وقّعت إيشيماتسو خطاب نوايا للمشاركة في مسابقة الزمالة في جامعة ديوك بدءًا من موسم 2010. انتقلت إلى جامعة جنوب كاليفورنيا حيث بدأت الدراسة عام 2012.

## روابط خارجية
- هالي إيشيماتسو على موقع الاتحاد الدولي للسباحة (الإنجليزية)
- هالي إيشيماتسو على موقع اللجنة الأولمبية الدولية (الإنجليزية)
- هالي إيشيماتسو على موقع أوليمبيديا (الإنجليزية)
- هالي إيشيماتسو على موقع اللجنة الأولمبية والبارالمبية الأمريكية (الإنجليزية)